# Murchison Falls

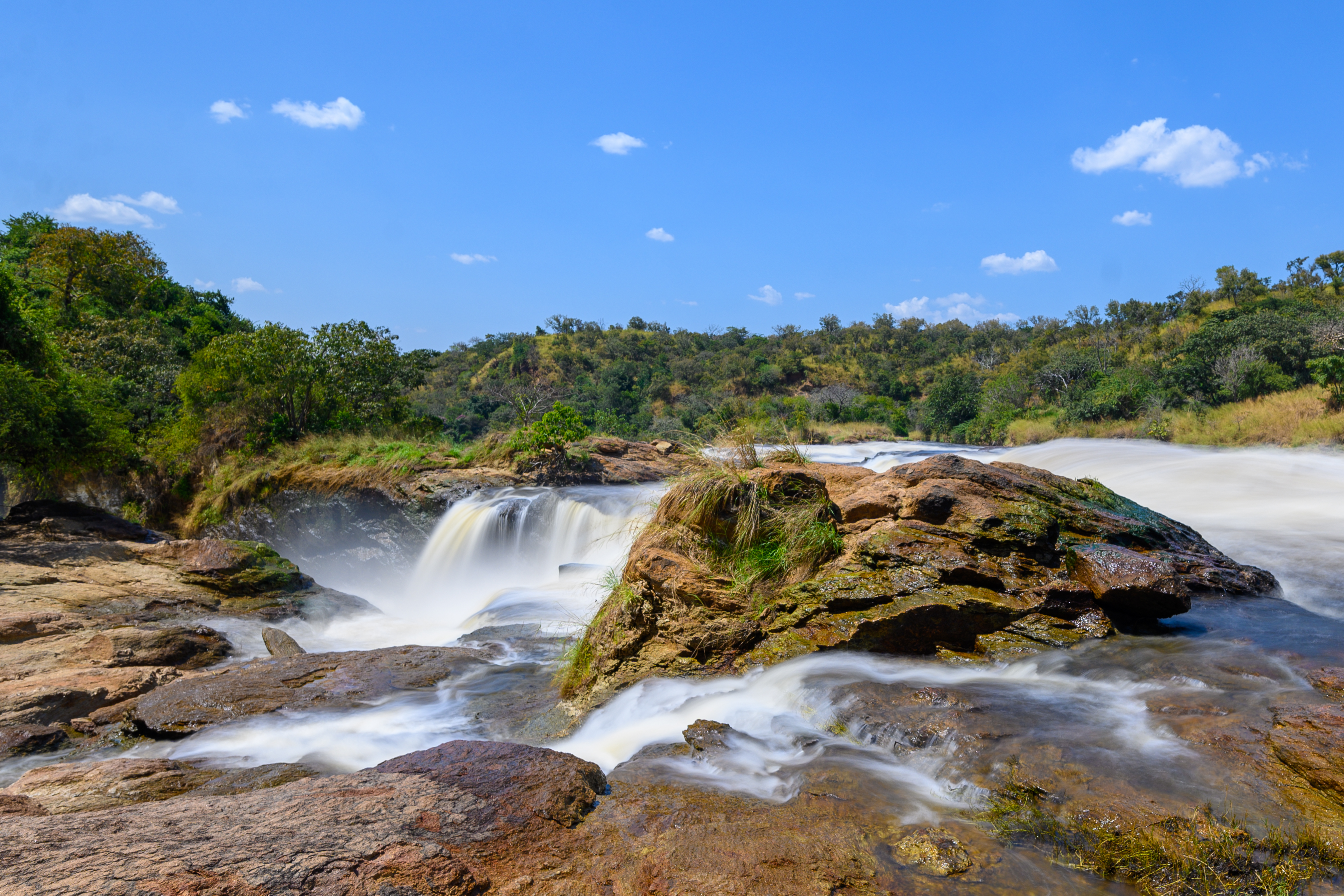
Murchison Falls, Uganda

Die Murchison Falls (früher auch Kabalega Falls oder Kabarega Falls genannt) befinden sich am Kyoga-Nil im Nordwesten von Uganda (Ostafrika).

## Beschreibung
Sie befinden sich im Murchison Falls National Park zwischen dem Albertsee und dem Viktoriasee. Die Hauptfälle bestehen aus einer nur sieben Meter breiten Felsschlucht, deren obere Ränder von Bäumen bewachsen sind, in der der Nil 42 Meter in die Tiefe stürzt, die Nebenfälle bestehen aus mehreren Kaskaden mit maximal 28 m Tiefe. Pro Sekunde stürzen 300 Kubikmeter über die Fälle.
Viele Fische überleben den Sturz über die Fälle auf die darunter liegenden Felsen nicht, sodass sich am Fuß des Wasserfalls eine große Anzahl von Krokodilen befindet, nach (unbestätigten) örtlichen Angaben der Parkverwaltung die größte Krokodilpopulation Ugandas.

## Kabalega Falls
Kabalega Falls war von 1972 bis 1990 die offizielle Bezeichnung der Wasserfälle. Der Name geht auf ein Dekret des Diktators Idi Amin zurück, der damit zur Afrikanisierung der Ortsbezeichnungen beitragen wollte und dazu den Namen von Chwa II. Kabalega, eines der letzten Könige von Bunyoro, verwandte. Der Name wurde von der einheimischen Bevölkerung nicht akzeptiert, so dass nach dem Ende der Diktatur wieder die alte Bezeichnung Murchison Falls gültig wurde.

## Geschichte
1864 waren Samuel White Baker und seine spätere Ehefrau Florence die ersten Europäer, die auf ihrer Entdeckungsreise entlang des Weißen Nils die Fälle beschrieben.
Winston Churchill widmet in seinem Buch „My African Journey“ (1908) den Murchison Falls ein ganzes Kapitel: „These Falls are certainly the most remarkable in the whole course of the Nile.“ (Diese Wasserfälle sind sicher die bemerkenswertesten im Lauf des Nils.)
Die Fälle wurden nach Roderick Murchison benannt, dem Vorsitzenden der Geological Society of London und der Royal Geographical Society.

## Energiegewinnung
Nachdem eine potentielle Zerstörung der Wasserfälle durch den Bau eines Wasserkraftwerks abgewendet werden konnte, ist die ganze Region derzeit davon bedroht, im Zuge von Erdölförderungen in Mitleidenschaft gezogen zu werden.